# アントニオ・マンチーニ
アントニオ・マンチーニ（Antonio Mancini、1852年11月14日 - 1930年12月28日）はイタリアの画家である。

## 略歴
ローマで仕立て屋の息子に生まれた。幼い頃から美術の才能が認められ、12歳でナポリ美術アカデミー(Accademia di belle arti di Napoli) に入学し、ドメニコ・モレリやフィリッポ・パリッチらに学んだ。同じように貧しい境遇の彫刻家のヴィンチェンツォ・ジェミート(Vincenzo Gemito:1852-1929)と親友になった。
1870年までには画家として成功し、サロン・ド・パリに2点の絵画が出展された。1872年にヴェネツィアを旅した。美術学校を卒業し、ローマに戻り、ローマでスタジオを開いた。イタリアでは「ヴェリズモ」(verismo)と呼ばれる「写実主義」のスタイルの絵画を描いた。
1875年にパリに数か月滞在し、パリの画商、アドルフ・グーピル(Adolphe Goupil)や画家でコレクターのヘンドリック・ウィレム・メスダフのためにに作品を製作した。
1877年に再びパリを訪れ、有名な画家のエドガー・ドガやエドゥアール・マネと会い、人気のあった肖像画家、ジョン・シンガー・サージェントと友人になった。エルネスト・メソニエやジャン＝レオン・ジェロームといった画家とも知り合い、サージェントに招かれて1880年にロンドンも訪れ、ロンドンでもマンチーニの作品は好評であった。
1881年から鬱病に苦しむことになり、入院し、1883年にはローマに戻り、20年にわたってローマで過ごし、メスダフらからの援助を受けながら苦しい生活を送った。1903年から1913年まではフラスカーティに住んだ。ローマで没した。

## 作品

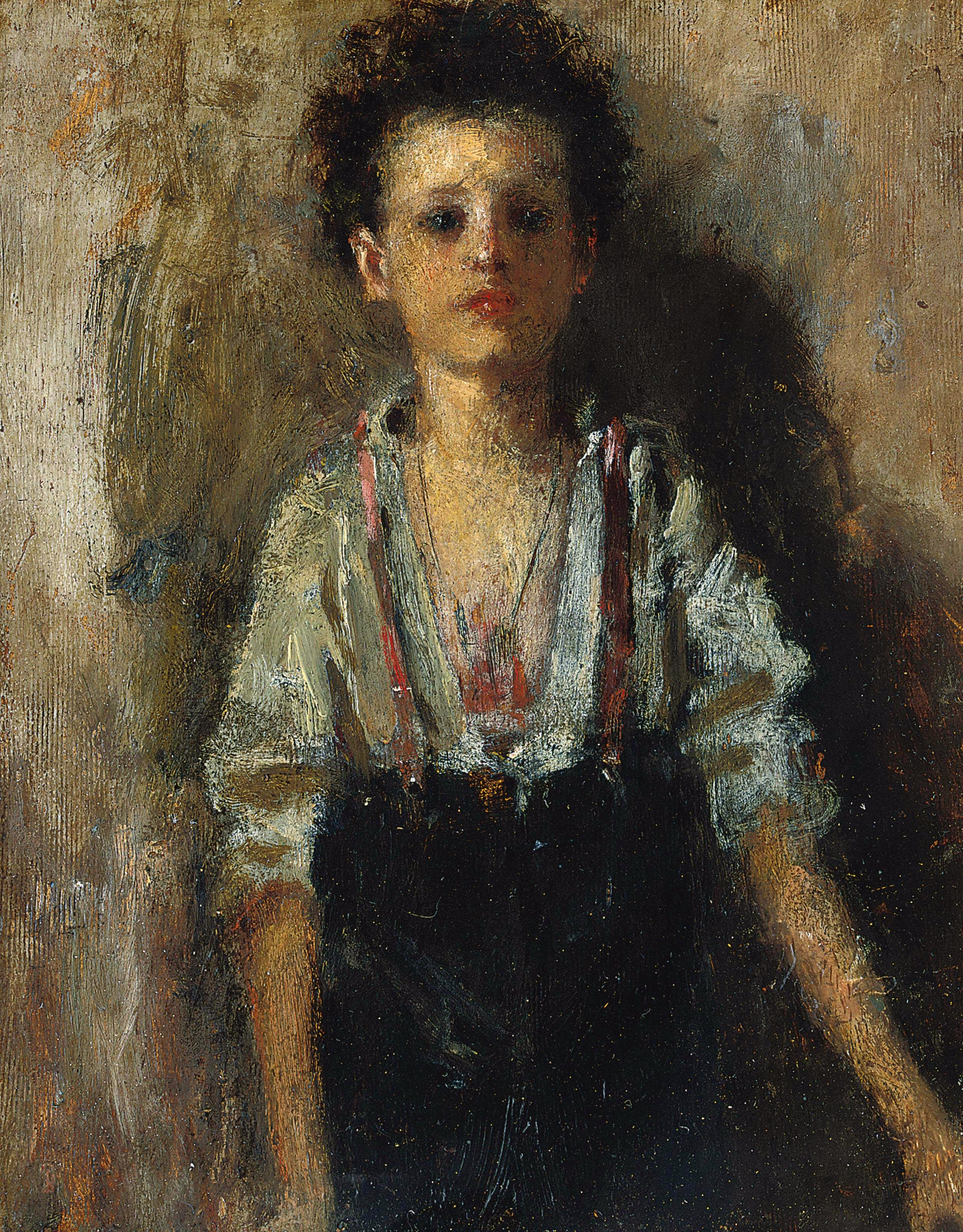
『少年』
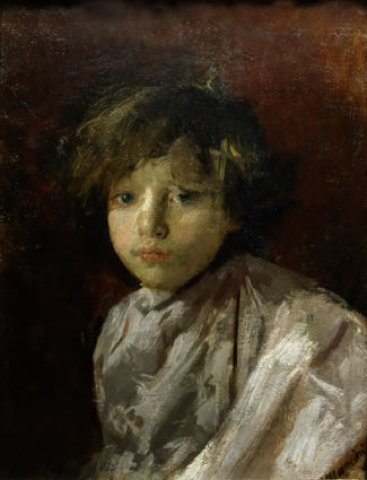
"Il Malatino" (1878)
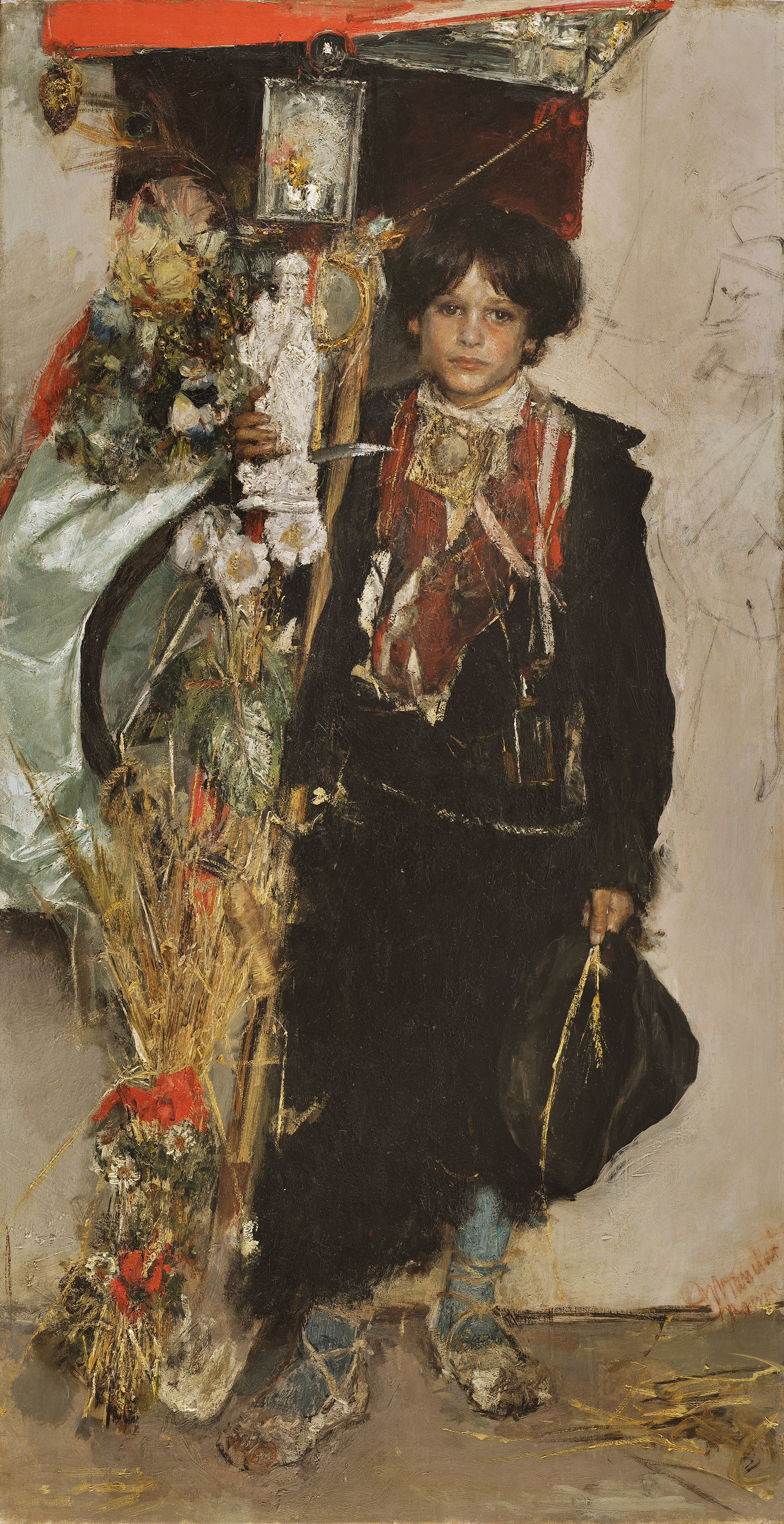
収穫祭の旗手 (1884)
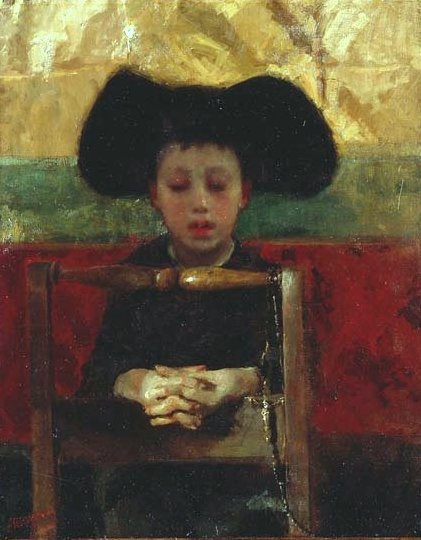
小さな神学生(1872)
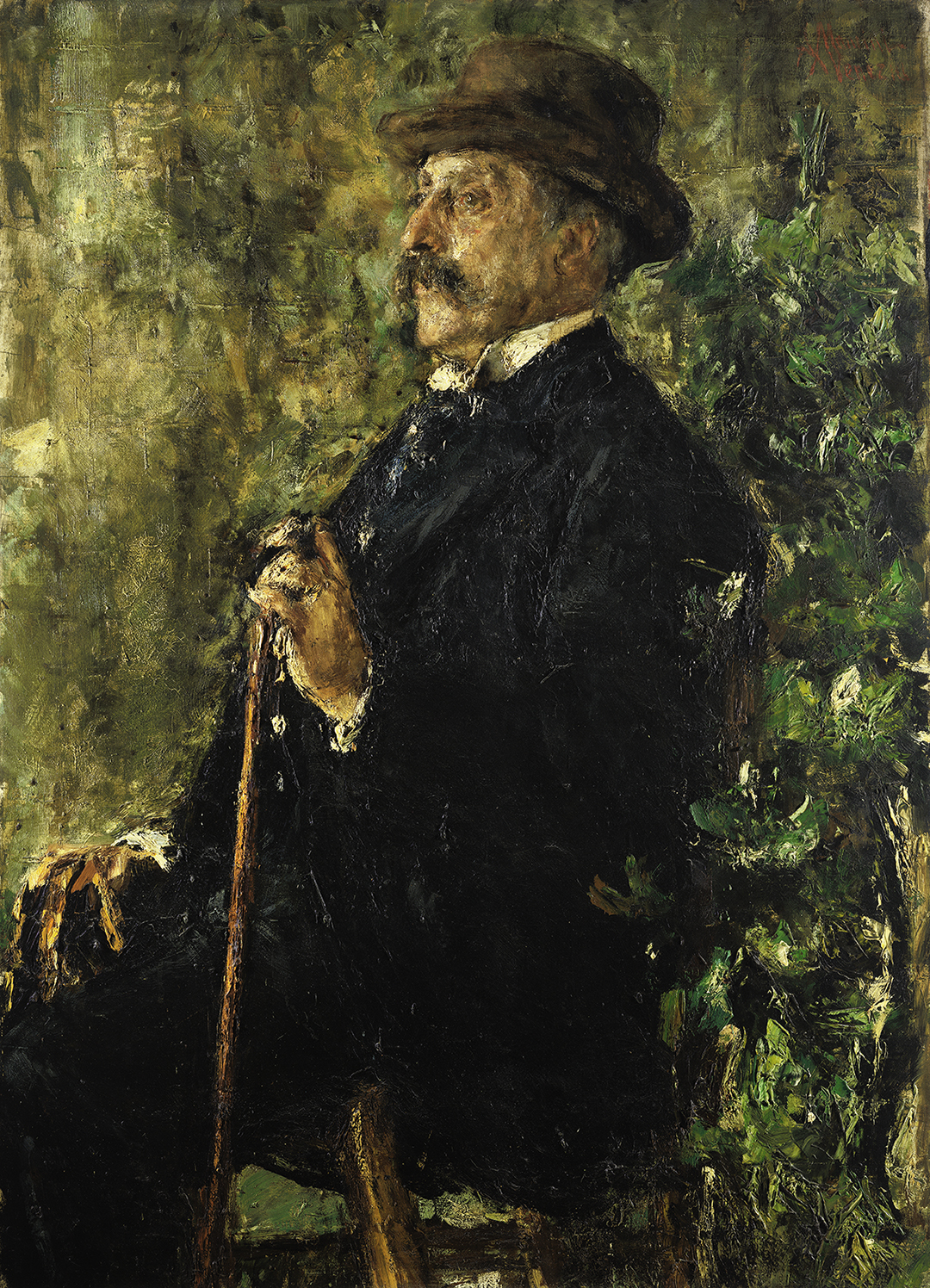
John Lowell Gardner II-美術収集家(1895)
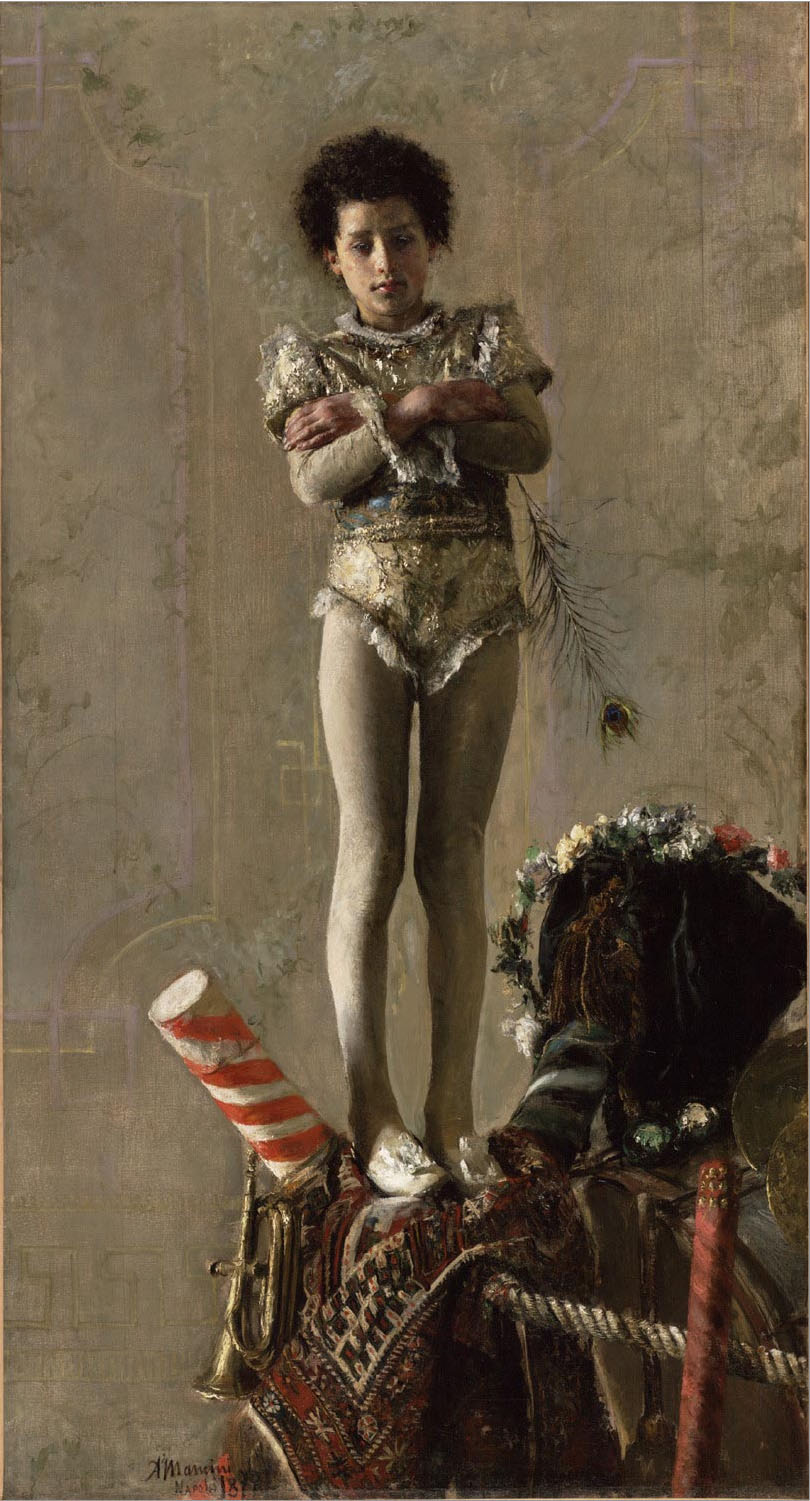
曲芸師(1879)
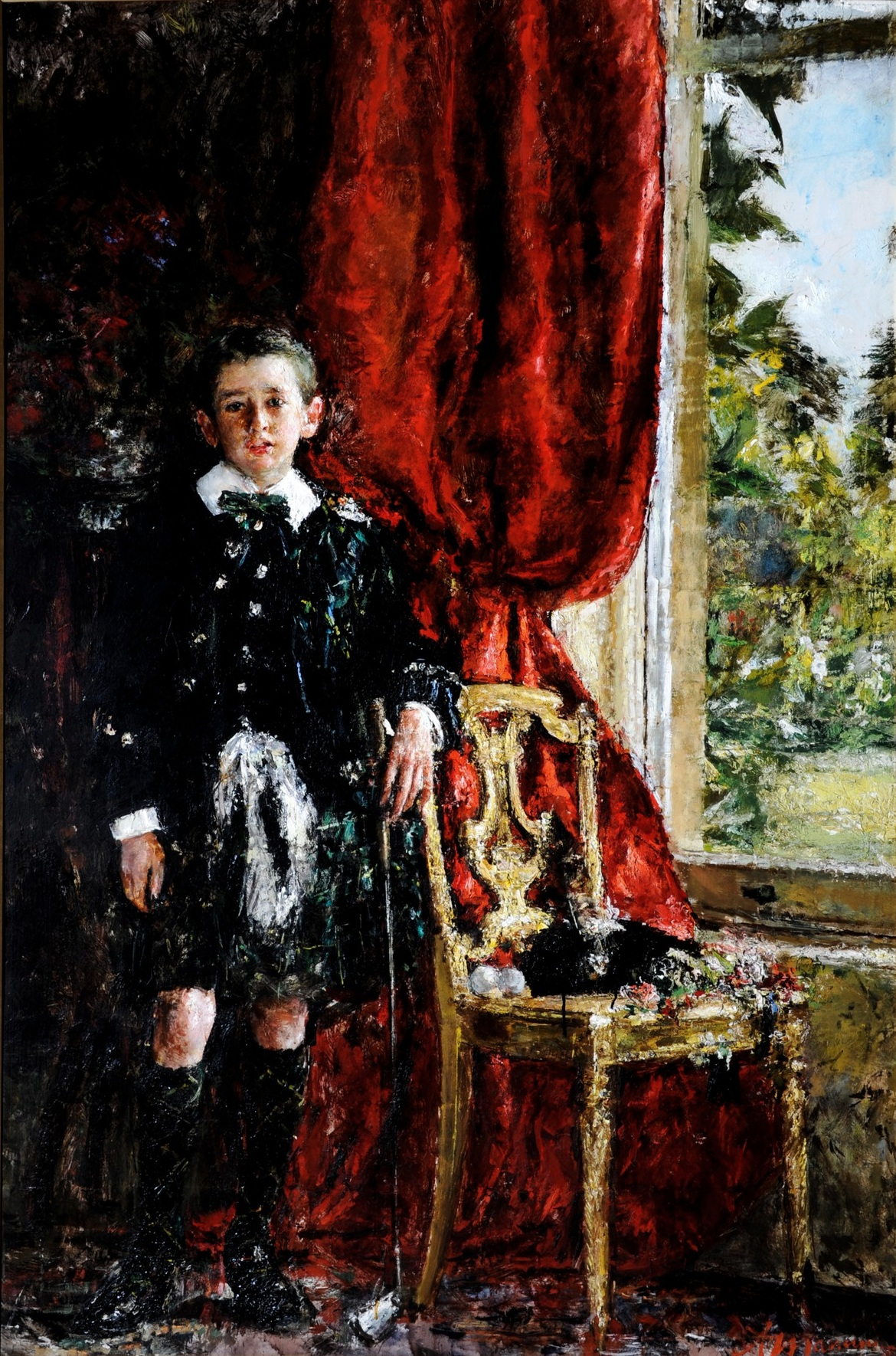
幼いゴルファー
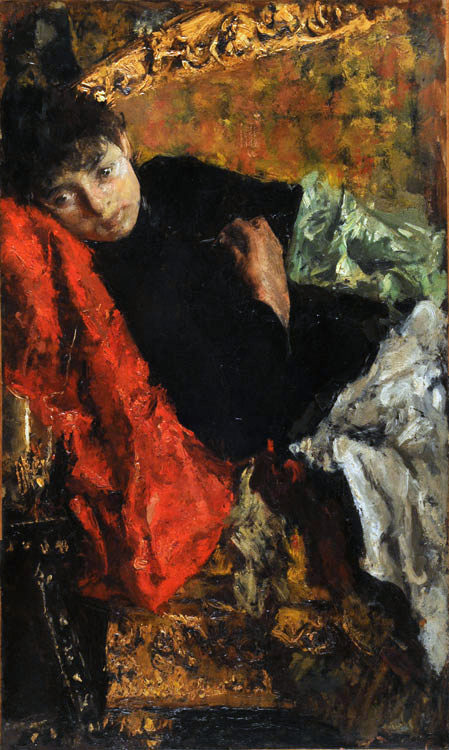
(1888/1890)